# Thế vận hội Mùa hè 1956
Thế vận hội Mùa hè 1956, tên chính thức là Thế vận hội Mùa hè lần thứ XVI và được quảng bá với tên Melbourne 1956, là một sự kiện thể thao đa môn quốc tế được tổ chức tại Melbourne, bang Victoria, Úc từ ngày 22 tháng 11 đến ngày 8 tháng 12 năm 1956, ngoại trừ môn đua ngựa, được tổ chức tại Stockholm, Thụy Điển vào tháng 6 năm 1956.
Đây là kỳ Thế vận hội đầu tiên được tổ chức ở Nam Bán cầu và khu vực Châu Đại Dương, đồng thời là kỳ đầu tiên được tổ chức ngoài châu Âu và Bắc Mỹ. Melbourne cũng là thành phố ở vĩ độ nam nhất từng đăng cai Thế vận hội. Do các mùa trong năm ở Nam Bán cầu khác với Bắc Bán cầu, Thế vận hội 1956 không thể diễn ra vào thời gian thông thường trong năm, mà phải được tổ chức vào mùa xuân/hè ấm áp của nước chủ nhà (tương ứng với mùa thu/đông ở Bắc Bán cầu), khiến đây trở thành kỳ Thế vận hội Mùa hè duy nhất từng diễn ra vào tháng 11 và 12. Úc đã đăng cai Thế vận hội lần thứ hai vào năm 2000 tại Sydney, bang New South Wales, và sẽ đăng cai lần thứ ba vào năm 2032 tại Brisbane, bang Queensland.
Các nội dung thi đấu đua ngựa không thể tổ chức ở Melbourne do quy định kiểm dịch nghiêm ngặt của Úc, nên được chuyển sang tổ chức tại Stockholm trước đó 5 tháng. Đây là lần thứ hai trong lịch sử Thế vận hội mà các cuộc thi không được tổ chức hoàn toàn trong một quốc gia (lần đầu là Thế vận hội mùa hè 1920 ở Antwerp, Bỉ, với một số nội dung diễn ra tại Amsterdam, Hà Lan). Dù gặp nhiều khó khăn và bất ổn trong quá trình chuẩn bị, Thế vận hội 1956 vẫn diễn ra đúng kế hoạch và được coi là thành công. Một nét mới được bắt đầu từ kỳ Thế vận hội này là “Cuộc diễu hành của các vận động viên” trong lễ bế mạc.
Chín đoàn thể thao đã tẩy chay Thế vận hội này vì nhiều lý do khác nhau. Bốn quốc gia (Ai Cập, Iraq, Campuchia và Liban) tẩy chay để phản đối cuộc Khủng hoảng kênh đào Suez, trong đó Ai Cập bị Israel, Pháp và Anh xâm lược. Bốn nước khác (Hà Lan, Tây Ban Nha, Liechtenstein và Thụy Sĩ) tẩy chay để phản đối cuộc xâm lược Hungary của Liên Xô. Còn Cộng hòa Nhân dân Trung Hoa thì tẩy chay vì tranh chấp với Trung Hoa Dân Quốc (Đài Loan) về quyền đại diện cho Trung Quốc tại Thế vận hội. Liên Xô là quốc gia giành được nhiều huy chương vàng và huy chương tổng cộng nhất tại Thế vận hội 1956.

## Giành quyền đăng cai
Melbourne được chọn đăng cai khi vượt qua các ứng cử viên khác Buenos Aires, Mexico City và 6 thành phố khác của Hoa Kỳ vào ngày 28 tháng 4 năm 1949 tại kỳ họp lần thứ 43 của IOC tại Roma, Ý.
| Kết quả bầu chọn thành phố đăng cai Olympic 1956 | Kết quả bầu chọn thành phố đăng cai Olympic 1956 | Kết quả bầu chọn thành phố đăng cai Olympic 1956 | Kết quả bầu chọn thành phố đăng cai Olympic 1956 | Kết quả bầu chọn thành phố đăng cai Olympic 1956 | Kết quả bầu chọn thành phố đăng cai Olympic 1956 | Kết quả bầu chọn thành phố đăng cai Olympic 1956 |
| ------------------------------------------------ | ------------------------------------------------ | ------------------------------------------------ | ------------------------------------------------ | ------------------------------------------------ | ------------------------------------------------ | ------------------------------------------------ |
| Thành phố                                        | Quốc gia                                         | Vòng 1                                           | Vòng 2                                           | Vòng 3                                           | Vòng 4                                           |                                                  |
| Melbourne                                        | Úc                                               | 14                                               | 18                                               | 19                                               | 21                                               |                                                  |
| Buenos Aires                                     | Argentina                                        | 9                                                | 12                                               | 13                                               | 20                                               |                                                  |
| Los Angeles                                      | Hoa Kỳ                                           | 5                                                | 4                                                | 5                                                | -                                                |                                                  |
| Detroit                                          | Hoa Kỳ                                           | 2                                                | 4                                                | 4                                                | -                                                |                                                  |
| Thành phố México                                 | Mexico                                           | 9                                                | 3                                                | -                                                | -                                                |                                                  |
| Chicago                                          | Hoa Kỳ                                           | 1                                                | -                                                | -                                                | -                                                |                                                  |
| Minneapolis-Saint Paul                           | Hoa Kỳ                                           | 1                                                | -                                                | -                                                | -                                                |                                                  |
| Philadelphia                                     | Hoa Kỳ                                           | 1                                                | -                                                | -                                                | -                                                |                                                  |
| San Francisco                                    | Hoa Kỳ                                           | -                                                | -                                                | -                                                | -                                                |                                                  |

## Các môn thi đấu trao huy chương
Thế vận hội Mùa hè 1956 bao gồm 17 môn thể thao với tổng cộng 23 phân môn, và đã trao huy chương ở 151 nội dung thi đấu (145 nội dung tại Melbourne và 6 nội dung cưỡi ngựa tại Stockholm). Trong danh sách dưới đây, số lượng nội dung thi đấu của mỗi phân môn được ghi trong ngoặc đơn.
- Thể thao dưới nước
  -  Nhảy cầu (4)

- -  Bơi lội (13)

- -  Bóng nước (1)

- Điền kinh (33)

- Bóng rổ (1)

- Quyền Anh (10)

- Canoeing (9)

- Xe đạp

- - Đường trường (2)
  - Đua lòng chảo (4)
- Đua ngựa

- - Dressage (biểu diễn) (2)
  - Eventing (phối hợp) (2)
  - Show jumping (nhảy vượt chướng ngại vật) (2)
- Đấu kiếm (7)

- Khúc côn cầu trên cỏ (1)

- Bóng đá (1)

- Thể dục dụng cụ (15)

- Năm môn phối hợp hiện đại (2)

- Chèo thuyền (7)

- Thuyền buồm (5)

- Bắn súng (7)

- Cử tạ (7)

- Vật

- - Tự do (8)
  - Greco-Roman (8)

### Thể thao trình diễn
- Bóng đá
- Bóng chày

## Các quốc gia tham dự
Tổng cộng có 67 quốc gia tham gia Thế vận hội 1956. Tám quốc gia lần đầu tiên góp mặt tại Olympic là: Campuchia (chỉ thi đấu các môn cưỡi ngựa tại Stockholm), Ethiopia, Fiji, Kenya, Liberia, Liên bang Mã Lai, Bắc Borneo (nay là bang Sabah của Malaysia), và Uganda. Các vận động viên từ Đông Đức và Tây Đức cùng thi đấu dưới danh nghĩa Đội tuyển Thống nhất Đức – một hình thức hợp tác kéo dài đến năm 1968. Lần đầu tiên, đội tuyển của Trung Hoa Dân Quốc trên thực tế chỉ đại diện cho Đài Loan.
Năm quốc gia chỉ tham dự các môn cưỡi ngựa tại Stockholm nhưng không đến Melbourne. Campuchia, Ai Cập và Liban không tham gia Melbourne vì tẩy chay liên quan đến cuộc khủng hoảng kênh đào Suez, trong khi Hà Lan, Tây Ban Nha và Thụy Sĩ tẩy chay Thế vận hội Melbourne để phản đối việc Liên Xô xâm lược Hungary. Các quốc gia quay trở lại Olympic lần này gồm có Afghanistan và Colombia.
Các quốc gia từng tham gia Thế vận hội Helsinki 1952 nhưng vắng mặt ở Melbourne 1956 bao gồm: Cộng hòa Nhân dân Trung Hoa, Liechtenstein, Antilles thuộc Hà Lan và Saar. Saar đã sáp nhập vào Tây Đức vào năm 1957.
Puerto Rico là một lãnh thổ chưa sáp nhập và có quy chế cộng đồng của Hoa Kỳ. Các vùng lãnh thổ như Bahamas, Bermuda, Fiji, Bờ Biển Vàng (nay là Ghana), Hồng Kông, Jamaica, Kenya, Nigeria, Mã Lai, Bắc Borneo, Singapore, Trinidad và Tobago, Uganda và Guiana thuộc Anh đều là một phần của Đế quốc Anh.
| \| - Afghanistan (12) - Argentina (28) - Úc (294) - Áo (29) - Bahamas (4) - Bỉ (51) - Bermuda (3) - Brasil (44) - Guyana (4) - Bulgaria (43) - Miến Điện (11) - Canada (92) - Ceylon (3) - Chile (33) - Trung Hoa Dân Quốc (13) - Colombia (26) - Cuba (16) - Tiệp Khắc (63) - Đan Mạch (31) - Ethiopia (12) - Fiji (5) - Phần Lan (71) - Pháp (137) \| \| - Đức (158) - Anh Quốc (189) - Hy Lạp (13) - Hồng Kông (2) - Hungary (108) - Iceland (2) - Ấn Độ (59) - Indonesia (22) - Iran (17) - Ireland (18) - Israel (3) - Ý (129) - Jamaica (6) - Nhật Bản (110) - Kenya (25) - Liberia (4) - Luxembourg (11) - Mã Lai (32) - México (24) - New Zealand (53) - Nigeria (10) - Bắc Borneo (2) \| \| - Na Uy (22) - Pakistan (55) - Perú (8) - Philippines (39) - Ba Lan (64) - Bồ Đào Nha (11) - Puerto Rico (10) - România (44) - Singapore (52) - Nam Phi (50) - Hàn Quốc (35) - Liên Xô (272) - Thụy Điển (88) - Thái Lan (38) - Trinidad và Tobago (6) - Thổ Nhĩ Kỳ (19) - Uganda (3) - Hoa Kỳ (297) - Uruguay (21) - Venezuela (19) - Việt Nam (6) - Nam Tư (35) \| Các đoàn tham dự ở Stockholm nhưng không tham dự ở Melbourne: - Campuchia (2) - Ai Cập (3) - Hà Lan (1) - Tây Ban Nha (6) - Thụy Sĩ (9) |  | |  | |
| - Afghanistan (12) - Argentina (28) - Úc (294) - Áo (29) - Bahamas (4) - Bỉ (51) - Bermuda (3) - Brasil (44) - Guyana (4) - Bulgaria (43) - Miến Điện (11) - Canada (92) - Ceylon (3) - Chile (33) - Trung Hoa Dân Quốc (13) - Colombia (26) - Cuba (16) - Tiệp Khắc (63) - Đan Mạch (31) - Ethiopia (12) - Fiji (5) - Phần Lan (71) - Pháp (137) |  | - Đức (158) - Anh Quốc (189) - Hy Lạp (13) - Hồng Kông (2) - Hungary (108) - Iceland (2) - Ấn Độ (59) - Indonesia (22) - Iran (17) - Ireland (18) - Israel (3) - Ý (129) - Jamaica (6) - Nhật Bản (110) - Kenya (25) - Liberia (4) - Luxembourg (11) - Mã Lai (32) - México (24) - New Zealand (53) - Nigeria (10) - Bắc Borneo (2) |  | - Na Uy (22) - Pakistan (55) - Perú (8) - Philippines (39) - Ba Lan (64) - Bồ Đào Nha (11) - Puerto Rico (10) - România (44) - Singapore (52) - Nam Phi (50) - Hàn Quốc (35) - Liên Xô (272) - Thụy Điển (88) - Thái Lan (38) - Trinidad và Tobago (6) - Thổ Nhĩ Kỳ (19) - Uganda (3) - Hoa Kỳ (297) - Uruguay (21) - Venezuela (19) - Việt Nam (6) - Nam Tư (35) |

## Bảng tổng sắp huy chương
Dưới đây là 10 quốc gia đứng đầu bảng tổng sắp huy chương tại Thế vận hội Mùa hè 1956.
| Hạng                | Đoàn                         | Vàng | Bạc | Đồng | Tổng số |
| ------------------- | ---------------------------- | ---- | --- | ---- | ------- |
| 1                   | Liên Xô                      | 37   | 29  | 32   | 98      |
| 2                   | Hoa Kỳ                       | 32   | 25  | 17   | 74      |
| 3                   | Úc                           | 13   | 8   | 14   | 35      |
| 4                   | Hungary                      | 9    | 10  | 7    | 26      |
| 5                   | Ý                            | 8    | 8   | 9    | 25      |
| 6                   | Thụy Điển                    | 8    | 5   | 6    | 19      |
| 7                   | Đoàn thể thao Đức thống nhất | 6    | 13  | 7    | 26      |
| 8                   | Anh Quốc                     | 6    | 7   | 11   | 24      |
| 9                   | România                      | 5    | 3   | 5    | 13      |
| 10                  | Nhật Bản                     | 4    | 10  | 5    | 19      |
| Tổng số (10 đơn vị) | Tổng số (10 đơn vị)          | 128  | 118 | 113  | 359     |

Ghi chú
  *   Chủ nhà (Úc). John Ian Wing, một thiếu niên người Úc gốc Hoa, được trao huy chương đồng danh dự (không tính trong bảng trên) vì đã đề xuất ý tưởng cho lễ bế mạc Olympic 1956 – nơi các vận động viên từ mọi quốc gia diễu hành như một đoàn thống nhất, không chia theo quốc gia..